# Yuriy Korovyansky
Yuriy Korovyansky est un joueur de volley-ball ukrainien né le 30 septembre 1967 à Gorlovka et mort le 8 mars 2017 à Cambrai des suites de la maladie de Charcot. Il mesurait 1,95 m et jouait en tant que réceptionneur-attaquant. Il est devenu entraineur. Aux moments forts de sa carrière, il touchait 3,65 m avec élan. Il était considéré comme joueur très technique. Il compte environ 300 sélections en équipe d'URSS et d'Ukraine.
Son fils, Artem Korovyanskyy, joue actuellement au Stade Poitevin volley beach, en tant que libéro.

## Clubs en tant que joueur
| Club                | Pays                      | De        | À         |
| ------------------- | ------------------------- | --------- | --------- |
| Shakhtar Donetsk    | Union soviétique/ Ukraine | 1984-1985 | 1992-1993 |
| Orestiada           | Grèce                     | 1993-1994 | 1993-1994 |
| Pafos               | Chypre                    | 1994-1995 | 1994-1995 |
| Tourcoing LM        | France                    | 1995-1996 | 1995-1996 |
| Tours Volley-Ball   | France                    | 1996-1997 | 1996-1997 |
| Paris UC            | France                    | 1997-1998 | 1997-1998 |
| ASPTT Strasbourg    | France                    | 1998-1999 | 1999-2000 |
| Halluin             | France                    | 2000-2001 | 2000-2001 |
| Cambrai Volley-Ball | France                    | 2001-2002 | 2005-2006 |

## Clubs en tant qu'entraineur
| Club                         | Pays   | De        | À         |
| ---------------------------- | ------ | --------- | --------- |
| ASPTT Strasbourg             | France | 1999-2000 | 1999-2000 |
| Michelet Halluin             | France | 2000-2001 | 2000-2001 |
| Cambrai Volley-Ball (N3)     | France | 2006-2007 | 2006-2007 |
| Cambrai Volley-Ball (Jeunes) | France | 2007-2008 | ????-???? |

## Palmarès
- Coupe du Monde (1)
  - Vainqueur : 1991
- Championnat d'Europe (1)
  - Vainqueur : 1991 (Meilleur réceptionneur, Meilleur défenseur)
- Ligue mondiale
  - Troisième : 1991
- Ligue des champions
  - Troisième : 1998
- Coupe de la CEV
  - Quatrième : 1994
- Championnat d'URSS (1)
  - Vainqueur : 1992
  - Finaliste : 1991
- Championnat de France (1)
  - Vainqueur : 1998
- Championnat de Grèce
  - Finaliste : 1994